# ARA Almirante Brown (C-1)
El ARA Almirante Brown (C-1) fue la cabeza de serie de los cruceros pesados de la clase Almirante Brown construidos para la Armada Argentina. Fue puesto en gradas en 1927, botado en 1928 y asignado en 1931. Fue de baja en 1961 y posteriormente desguazado y fundido.

## Construcción
La colocación de la quilla se realizó el 12 de octubre de 1927. La botadura del buque se llevó a cabo el 28 de septiembre de 1929. Su madrina fue Isabel F. de Fablet, esposa del almirante Julián Fablet. La construcción finalizó en 1931.

## Historial de servicio
El ARA Almirante Brown (C-1) zarpó de Génova el 27 de julio de 1931 bajo el comando del capitán de navío León Scasso; arribó a la rada de Mar del Plata el 15 de septiembre siguiente. A partir de su incorporación a la Armada, constituyó junto con el ARA Veinticinco de Mayo (C-2) y el ARA Buenos Aires la División Cruceros. Su apostadero fue la Base Naval Puerto Belgrano.
El crucero participó de las maniobras de la Armada y realizó viajes pacíficos por América Latina transportando autoridades del Gobierno.
En 1941 el Almirante Brown sufrió un accidente siendo chocado por el acorazado ARA Rivadavia en unas maniobras. La popa resultó dañada gravemente.
Después de la finalización de la Segunda Guerra Mundial en 1945, el crucero intervino en las operaciones de detección de submarinos de las potencias del Eje que aún no se rendían.
En 1951 la Armada incorporó los cruceros ligeros estadounidenses USS Phoenix (CL-46) y USS Boise (CL-47).  En consecuencia, el ARA Almirante Brown (C-1) quedó en la Segunda División de Cruceros.
Durante el levantamiento militar del 16 de junio de 1955, cayó preso el comandante del ARA Almirante Brown, capitán de navío Agustín Ricardo Penas, al ser el oficial más antiguo en la Base Naval Puerto Belgrano. Lo reemplaza el capitán de navío Luis Mallea. A partir del golpe de Estado de septiembre del mismo año, el buque volvió a navegar.
La Armada puso en reserva al crucero en 1959; y lo trasladó a Río Santiago al año siguiente. En 1961 se determinó la radiación y venta del buque. La Societa Commerciale Trasimeno de Italia compró al buque para fundirlo. En 1962 se lo desplazó a su destino final en este país.

### Buques de la clase
- Clase Trento

### Secuencias de designación
- ARA Almirante Brown (C-1) · ARA Veinticinco de Mayo (C-2)

### Listas relacionadas
- Anexo:Buques de guerra de Argentina